# Иоанн де Грокейо
Иоанн де Гроке́йо, устаревшее написание — Грохе́о (лат. Johannes de Grocheio, Grocheo) — французский теоретик музыки конца XIII века. Его (единственный) трактат знаменит описанием современной автору музыкальной жизни Парижа.

## Философская основа трактата о музыке
Биографические сведения об Иоанне де Грокейо отсутствуют. Авторское замечание в (единственном сохранившемся) трактате с условным названием «О музыке» (De musica, около 1300) о «молодых друзьях», помогавших ему в пору каких-то суровых жизненных испытаний (неизвестно каких), возможно, свидетельствует о его незнатном происхождении. Магистр Парижского университета в пору его расцвета, Иоанн де Грокейо впитал новейшие достижения философии и теологии своего времени, в особенности «математических» дисциплин квадривия. В плане трактата и логике рассмотрения объектов музыкальной науки явно просматривается желание подражать философскому учению Аристотеля, в особенности его гилеморфизму.

## Учение о музыке
Грокейо даёт собственное амбивалентное определение музыки — как теоретической «науки о числе, отнесённом к звукам», и одновременно практического знания, направленного на обучение музыканта («музыка» как свод дидактических рекомендаций). Иронически отвергая боэциеву «мировую» и «человеческую» музыку («да и кто слышал, чтобы человеческий организм звучал?»), автор предлагает собственную её классификацию. Важнейшие категории в классификации Грокейо:
- светская популярная музыка (cantus publicus);
- учёная музыка (musica composita, также называемая «regularis», «canonica», «mensurata»), здесь рассматриваются многоголосные формы: органум, гокет и наиболее сложная и изысканная — политекстовый мотет;
- церковный распев (cantus eccleciasticus); богослужебное одноголосное пение, традиционный григорианский хорал.

Уникальна детализация светской музыки Парижа, которая описывается как «простая» (simplex), «гражданская» (civilis) и «просторечная» (vulgaris, т.е. на родном, нелатинском, языке). Выделены три вида стилистически высоких «песен» (cantus) — gestualis, coronatus и versiculatus, и три вида более низких «напевов» (cantilenae) — эстампида (stantipes), рондо́ (cantilena rotunda) и загадочная «дукция» (ductia).
В обширной классификации музыкальных инструментов («естественным инструментом» Грокейо называет голос человека, «искусственным инструментом» — музыкальный инструмент в привычном нам смысле) автор трактата выделяет виелу как инструмент, обладающий исключительными достоинствами. Он пишет: «Настоящий мастер исполнит на виеле любую песню и любой напев, и вообще любую музыкальную форму».
Среди ценных музыкально-теоретических наблюдений — чёткая дифференциация интервалов на вертикальные и горизонтальные. Для этой цели переосмысливаются традиционные в теории термины «консонанс» и «конкорданс». Термин «консонанс» резервируется только для вертикальных благозвучий, «конкорданс» относится только к горизонтальным. Наконец, Грокейо утверждает, что многоголосная музыка не подчиняется законам ладовой организации церковной монодии (впрочем, альтернативы в виде учения о многоголосных ладах учёный не даёт). Эта констатация — чрезвычайная редкость для средневековой науки о музыке.

## Рецепция
Несмотря на яркое своеобразие трактата, рецепция учения Иоанна де Грокейо в позднейшей истории музыки полностью отсутствует. В наши дни трактат Грокейо считается важнейшим источником для восстановления картины средневековой (особенно французской) музыки, в том числе он используется для её реконструкций в практике аутентичного исполнительства.

## Издания трактата и литература
- Rohloff E. Die Quellenhandschriften zum Musiktraktat des Johannes de Grocheio. Leipzig, 1972 (издание текста в виде билингвы, с нем. переводом);
- Stockmann D. Musica vulgaris bei Johannes de Grocheo (Grocheio) // Beiträge zur Musikwissenschaft, XXV (1983);
- Fladt E. Die Musikauffassung des Johannes de Grocheo im Kontext der hochmittelalterlichen Aristoteles-Rezeption. München, 1987;
- Лебедев С. Грокейо и Аристотель. Философские предпосылки трактата Иоанна де Грокейо «О музыке» // Старинная музыка в контексте современной культуры. Москва, 1989;
- Saponov M. Ductia und Cantus insertus bei Johannes de Grocheio // Beiträge zur Musikwissenschaft, XXXII (1990);
- Page Ch. Johannes de Grocheio on secular music: a corrected text and a new translation // Plainsong and Medieval Music II (1993), pp. 17-41.
- Сапонов М. Менестрели. М., 1996;
- Lebedev S. Zu einigen loci obscuri bei Johannes de Grocheio // Quellen und Studien zur Musiktheorie des Mittelalters, Bd.2, hrsg. v. M.Bernhard. München, 1997.
- Trout J. W. The Ars Musicae of Johannes De Grocheio: The unanswered questions and a glimpse of medieval culture, traditions, and thinking. Ph.D. diss. University of Cincinnati, 2001.
- Johannes de Grocheio. Ars Musice, ed. Constant J. Mews, John N. Crossley, Catherine Jeffreys, Leigh McKinnon, Carol J. Williams. Kalamazoo: Medieval Institute Publications, 2011.